# Linea Bar-Lev

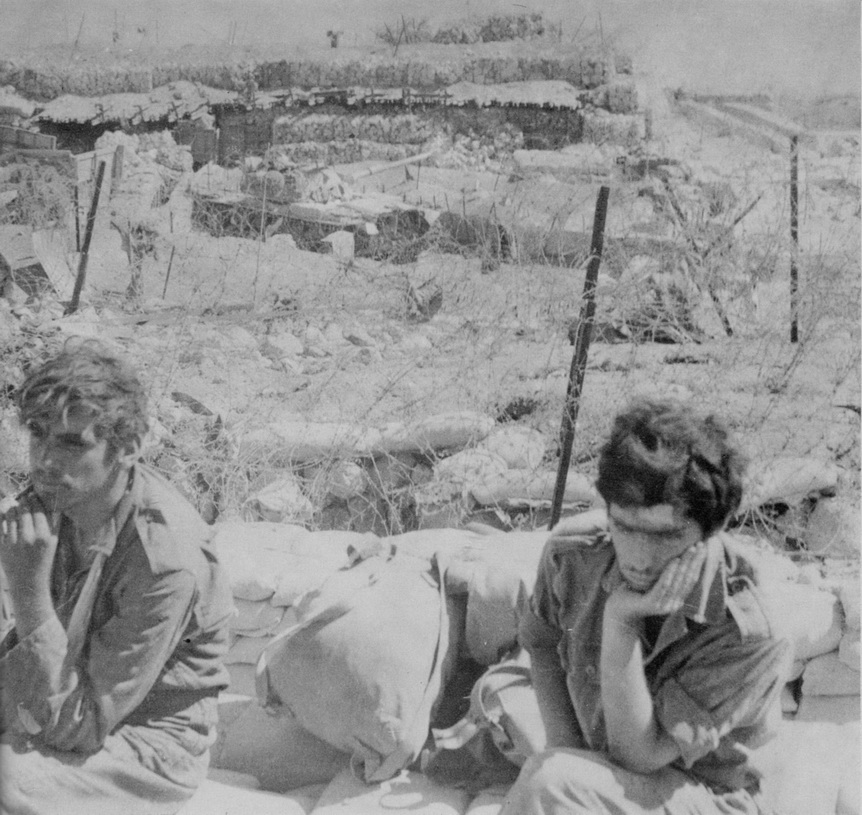
Prigionieri di guerra in una fortificazione della Linea Bar-Lev

La Linea Bar-Lev (ebraico קו בר לב, Kav Bar Lev; in arabo خط برليف‎?, Khaṭṭ Barlīf ) è stata una catena difensiva fortificata costruita da Israele lungo la sponda orientale del Canale di Suez dopo che la penisola del Sinai fu conquistata all'Egitto e occupata militarmente da Israele nel corso della Guerra dei sei giorni del 1967.

## Descrizione
La linea Bar-Lev subì un'evoluzione, da semplice linea di fortificazioni situate lungo la sponda orientale del Canale a un complesso difensivo più evoluto tecnologicamente e assai meglio organizzato. In risposta ai bombardamenti d'artiglieria egiziani nel corso della cosiddetta Guerra d'Attrito, gli israeliani decisero di sviluppare il loro sistema di fortificazioni in un elaborato complesso difensivo che si dipanava lungo 160 chilometri di sponda del Canale di Suez, con l'eccezione del Grande Lago Amaro (a causa dell'ampiezza del lago che faceva pensare che un attraversamento a quell'altezza delle forze militari egiziani fosse quanto mai improbabile). La linea Bar-Lev fu progettata per difendersi infatti da ogni imponente assalto militare egiziano nella zona del Canale e ci si aspettava che essa potesse diventare in una simile ipotesi, come un "cimitero per le truppe egiziane".
La linea, del costo di circa 300 milioni di dollari nel 1973 (equivalenti a 1,4 miliardi del 2008), fu intitolata al Capo di Stato Maggiore Haim Bar-Lev. La linea fu costruita sul Canale di Suez come unica barriera sul fronte d'acqua, che Moshe Dayan descrisse come "una delle migliori trincee anticarro del mondo". La linea incorporava un massiccio e continuo muro sabbioso, sostenuto da una vera e propria opera cementizia. Il muro sabbioso variava in altezza dai 20 ai 25 metri, con un'inclinazione di 45°-65°. Tale muro doveva impedire a qualsiasi mezzo corazzato o anfibio di prender terra sulla sponda orientale del Canale sotto controllo israeliano senza una preventiva azione preparatoria del genio militare. I progettisti israeliani reputavano che ciò avrebbe richiesto almeno 24 ore e più probabilmente 48 ore piene agli egiziani che avessero voluto stabilire una testa di ponte sul Canale.
Immediatamente dietro questo muro di sabbia si trovava la linea del fronte israeliano con le sue fortificazioni. In seguito alla Guerra di Attrito, il numero complessivo delle fortificazioni raggiungeva la cifra di 22 installazioni, e queste incorporavano 35 capisaldi. Le fortificazioni erano state destinate a essere presidiate da un plotone. I capisaldi erano costituiti da numerosi piani interrati ed erano distanziati in media di meno di 5 chilometri l'uno dall'altro ma verosimilmente i punti d'attraversamento non erano distanti più di 900 metri. I capisaldi incorporavano trincee, campi minati, fili spinati e un terrapieno sabbioso. I principali capisaldi avevano 26 bunker con mitragliatrici di medio e grosso calibro, 24 rifugi per le truppe, sei postazioni di mortaio, quattro bunker dotati di armamento contraereo e tre postazioni di fuoco anticarro. I capisaldi erano circondati da circa 15 giri di filo spinato e campi minati per una profondità di 200 metri. Un perimetro di un caposaldo misurava all'incirca tra i 200 e i 350 metri. I bunker e i rifugi assicuravano protezione contro qualsiasi attacco condotto con bombe al di sotto delle 1000 libbre e offrivano vari comfort ai difensori, come l'aria condizionata. Tra i 500-1000 metri dietro il Canale furono allestite postazioni di fuoco progettate per ospitare carri armati in grado di garantire appoggio ai capisaldi. Alcuni dei nomi dei capisaldi erano: Tasa, Maftzach, Milano, Mezach, Chizayon, Mifreket, Orcal, Budapest (il più grande), Nisan, Lituf e Chashiva.
Come tocco finale per sfruttare l'ostacolo costituito dall'acqua, gli israeliani installarono un sistema di tubazioni sottomarine progettate per pompare petrolio greggio infiammabile nel Canale di Suez al fine di creare uno scudo di fiamme. Questa fornace ardente avrebbe combusto qualsiasi egiziano avesse tentato la traversata. Alcune fonti israeliane sostengono che il sistema fosse tutt'altro che affidabile e sembra che solo un paio di valvole fossero operative. Tuttavia, gli egiziani presero molto sul serio questa minaccia, e, alla vigilia del Guerra dello Yom Kippur, durante la tarda serata del 5 ottobre, squadre di sommozzatori egiziani bloccarono le aperture subacquee con calcestruzzo.
Per supportare la linea Bar-Lev, gli israeliani costruirono un elaborato sistema di strade. Tre strade principali correvano in direzione nord-sud. La prima era la Lexicon Road, che correva lungo il canale e che permise agli israeliani di spostarsi tra le fortificazioni e di far muovere le pattuglie. La seconda era l'Artillery Road, a circa 10–12 km dal Canale. Il suo nome derivava dalle 20 postazioni d'artiglieria e di difesa contraerea che si trovavano lungo la strada. Era anche collegata con aree di concentrazione di mezzi blindati e con basi logistiche. La Lateral Road correva a una trentina di chilometri dal canale e aveva lo scopo di consentire la concentrazione delle riserve israeliane operative che, in caso di offensiva egiziana, avrebbero dovuto contrattaccare l'assalto principale egiziano. Un certo numero di altre strade che correvano da est a ovest erano state progettate per facilitare il movimento delle truppe israeliane in direzione del canale.
La difesa del Sinai dipendeva da due piani, il Dovecoat (שׁוֹבָךְ יוֹנִים / Shovakh Yonim) e il Rock (סֶלַע / Sela). In entrambi i piani lo Stato Maggiore israeliano prevedeva che la linea Bar-Lev servisse come una "linea di arresto" o kav atzira: una linea difensiva che doveva tenere ad ogni costo. Come notato da un colonnello israeliano, poco dopo la Guerra di Attrito, "la linea è stata creata per fornire risposte militari a due esigenze fondamentali: in primo luogo, per evitare la possibilità di un massiccio attacco egiziano nel Sinai, con la conseguente creazione di una testa di ponte che potrebbe portare alla guerra totale e, dall'altro, per ridurre il più possibile le perdite fra le truppe incaricate della difesa".
La pianificazione israeliana era stata basata su un preavviso di 48 ore da parte dei servizi segreti circa qualsiasi imminente attacco egiziano. Nel corso di queste 48 ore l'aviazione israeliana avrebbe attaccato i sistemi di difesa aerea nemici, mentre le forze israeliane si sarebbero potute schierare secondo quanto preventivato. Gli israeliani si aspettavano che un attacco egiziano sarebbe stato sconfitto dalle brigate corazzate, sostenute dalle superiori forze aeree israeliane.
Dovecoat aveva in dotazione una divisione corazzata regolare per la difesa del Sinai. La divisione era appoggiata da un battaglione supplementare di carri, da dodici compagnie di fanteria e da diciassette batterie di artiglieria. Questo significava un totale di oltre 300 carri armati, 70 pezzi di artiglieria e 18000 soldati. Tali forze, che rappresentavano il presidio del Sinai, ebbero la consegna di sgominare una traversata egiziana lungo la linea del Canale. Nel frattempo, lungo l'Artillery Road, una brigata di 110 carri armati era di stanza con la missione di avanzare e occupare le posizioni di fuoco e le difese predisposte per i carri armati lungo il Canale in caso di attacco egiziano. Vi erano due brigate supplementari blindate, una per rinforzare la brigata in prima linea e l'altra per contrattaccare l'attacco principale portato dagli egiziani.
Qualora la divisione corazzata regolare si fosse dimostrata non in grado di respingere l'attacco egiziano, il Comando Militare israeliano avrebbe attivato il piano Rock, che prevedeva la mobilitazione di due divisioni corazzate di riserva con elementi di supporto; l'attuazione di Rock avrebbe significato una guerra non secondaria.

## Storia
Malgrado la riduzione numerica delle postazioni fortificate dopo la guerra d'Attrito, la linea Bar-Lev costituiva ancora una formidabile barriera, e fu oggetto di continui miglioramenti e modifiche. Lo Stato Maggiore egiziano dovette dedicare un'enorme quantità di tempo, di sforzi e di risorse per elaborare un piano per superare le difese israeliane. Mentre la linea Bar-Lev non era stata progettata per funzionare come uno strumento di assoluta difesa, il Comando israeliano si attendeva pur sempre che essa funzionasse da cimitero per le truppe egiziane che avessero inteso superarla, prevenendo qualsiasi importante tentativo egiziano di stabilire teste di ponte sulla sponda orientale del Canale.
La Linea conobbe grande popolarità nell'opinione pubblica israeliana ma alcuni generali, tra cui Ariel Sharon, erano molto critici nei suoi confronti.

## Guerra e distruzione
Durante la guerra dell'ottobre 1973 gli egiziani, sotto il comando del Capo di Stato Maggiore, il generale Sa'd al-Shadhli, furono in grado di superare facilmente la Linea Bar-Lev in meno di 2 ore, sfruttando l'elemento sorpresa e una superiore capacità di fuoco. Per affrontare i massicci bastioni di terra, gli egiziani impiegarono cannoni ad acqua costituiti da idranti attaccati a pompe che dragavano l'acqua del Canale. Altre metodologie che coinvolgessero l'uso di esplosivi, artiglieria e bulldozer richiedevano troppo tempo ed esigevano condizioni di lavoro pressoché ideali. Ad esempio, 60 uomini, 600 libbre di esplosivi e un bulldozer richiedevano dalle 5 alle 6 ore senza che vi fosse fuoco difensivo israeliano, per eliminare 1500 metri cubi di sabbia. Impiegare un bulldozer sulla sponda orientale (quella controllata dagli israeliani), da difendere dalla reazione dell'artiglieria nemica, sarebbe stato pressoché impossibile durante le ore iniziali della fase di assalto egiziana. L'allestimento degli essenziali ponti per attraversare il Canale sarebbe cominciato di conseguenza molto più tardi.
Alla fine del 1971, un giovane ufficiale egiziano suggerì una piccola, leggera pompa che convogliasse carburante come risposta adeguata a superare il problema. Pertanto i responsabili militari egiziani acquistarono 300 pompe di fabbricazione britannica e scoprirono che 5 sole pompe avrebbero potuto distruggere 1500 metri cubi di sabbia in tre ore. Quindi, nel 1972, il Genio militare egiziano acquistò 150 pompe di fabbricazione tedesca assai più potenti. Ora una combinazione di due pompe tedesche e tre britanniche avrebbero ridotto il tempo necessario a realizzare il loro compito ad appena due ore. Questa durata temporale era assai minore di quella preventivata dagli israeliani, che apparentemente non furono in grado di valutare il significato dei cannoni ad acqua usati dagli egiziani durante le loro esercitazioni.

Questi cannoni scagliarono potenti getti d'acqua, creando 81 brecce sulla linea difensiva israeliana, rimuovendo 3 milioni di metri cubi di terra battuta durante il primo giorno di guerra.
Gli egiziani dettero l'assalto alla Linea Bar-Lev con 2 Corpi d'Armata e altre forze provenienti dai distretti militari di Port Sa'id e del Mar Rosso. La II Armata copriva l'area che si estendeva da Qantara a sud del Deversoir, mentre la III Armata era responsabile dell'area che si trovava tra i Laghi Amari e la zona a sud di Port Tawfiq.
Gli egiziani cominciarono simultaneamente i loro attacchi aerei e d'artiglieria con l'impiego di 250 velivoli - MiG-21, MiG-19 e MiG-17, attaccarono gli obiettivi loro assegnati nel Sinai. Nel frattempo, 2000 pezzi d'artiglieria aprivano il fuoco contro ogni fortificazione lungo la Linea Bar-Lev: un tiro di sbarramento che finì solo dopo 53 minuti e che vide l'esplosione di 10500 proietti solo nel primo minuto, al rateo di 175 proietti al secondo.
Durante la prima ora di guerra, il Genio Militare egiziano affrontò le barriere di sabbia. Settanta gruppi di genieri, ognuno responsabile dell'apertura di un singolo varco, lavorarono a bordo di imbarcazioni di legno. Con i manicotti attaccati alle pompe idrauliche, cominciarono ad aggredire gli ostacoli di sabbia. Numerose brecce furono aperte nelle prime 2-3 ore delle operazioni — secondo quanto programmato; genieri in numerose postazioni trovarono tuttavia problemi inattesi. La sabbia dei varchi che erano stati aperti nella barriera creata dagli israeliani si trasformò in fanghiglia, profonda un metro in alcune aree. Questo problema richiese che i genieri creassero una pavimentazione con legno, materiale ferroso, sassi, sacchi di sabbia, placche d'acciaio o reti metalliche per consentire il transito dei veicoli più pesanti. La Terza Armata ebbe in particolare difficoltà nei suoi settori di pertinenza. Qui l'argilla degli sbarramenti si dimostrò resistente ai getti d'acqua ad alta pressione e, conseguentemente, i genieri registrarono ritardi sensibili nella loro opera di apertura di varchi. I genieri della Seconda Armata completarono la collocazione dei loro ponti e dei traghetti in nove ore, mentre la Terza Armata ebbe bisogno di oltre 16 ore.

## Osservazioni
Secondo lo storico Rabinovich, dal punto di vista strategico, la Linea Bar-Lev fu un grossolano errore — troppo poco presidiata da soldati per essere un'effettiva linea difensiva, e troppo presidiata da militari per essere una trappola da impiegare.
Ariel Sharon, che era stato nominato nel 1969 al comando della frontiera meridionale, criticò la difesa statica della Linea Bar-Lev e propose invece una difesa agile e mobile.
Secondo il resoconto fornito dal Ten. Gen. Sa'd al-Shadhli sulla Guerra del 1973, in un libro intitolato The Crossing of the Suez, la pletora di "esperti" militari occidentali che visitarono la Linea Bar-Lev, si disse convinta della sua "insuperabilità".
L'area della Linea Bar-Lev attualmente è compresa in un'area interdetta dalle autorità militari egiziane. Numerose postazioni sono state tuttavia rese fruibili per il pubblico in qualità di musei. Esse sono: Nozel, Lakekan, Notsa e Tzeidar. Il costo del biglietto d'ingresso si aggira sui 2-3 dollari USA.